# Vakttältet
Vakttältet nebo Vakttältet av Drottningholms slott či Corps de Garde, česky Strážní stan či Stan strážců Drottningholmského Paláce, je netradiční budova dřevěného a zděného stanu v zámecké zahradě Drottningholmského pálace (Drottningholms slottspark) na území soukromé rezidence švédské královské rodiny v Drottningholmském paláci. Nachází se také poblíž Čínského paláce (Kina slott) v Drottningholmu na ostrově Lovön jezera Mälaren v okrese Ekerö ve Stockholmském kraji ve Švédsku. Strážní stan, stejně jako všechny budovy Drottningholmského paláce, jsou od roku 1935 chráněny jako národní památka Švédska a od roku 1991 jsou zapsáné na seznamu světového dědictví UNESCO.

## Další informace
Když král Gustav III. Švédský v roce 1777 převzal Drottningholmský palác, byl Čínský palác často využíván dvorem a bylo žádoucí mít budovu pro stráže . Budovu Vakttältet navrhl Carl Fredrik Adelcrantz, který také navrhl i Čínský palác. Patrová budova je postavena podle vzoru tureckého nebo římského vojenského stanu. Lomená sedlová střecha je potažena pocínovaným plechem. Místo je celoročně přístupné a uvnitř se nacházejí expozice.

## Galerie

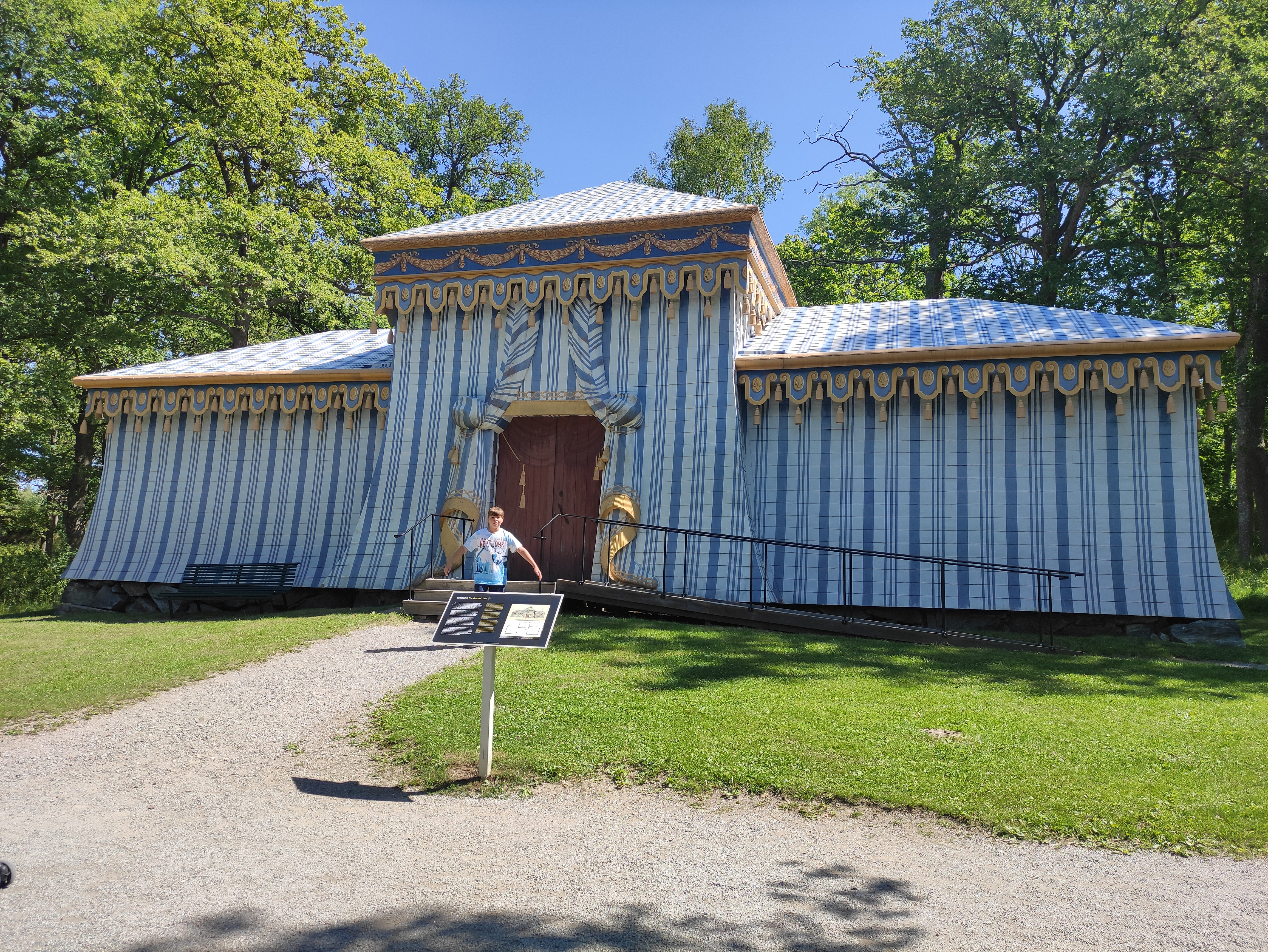
Čelní pohled
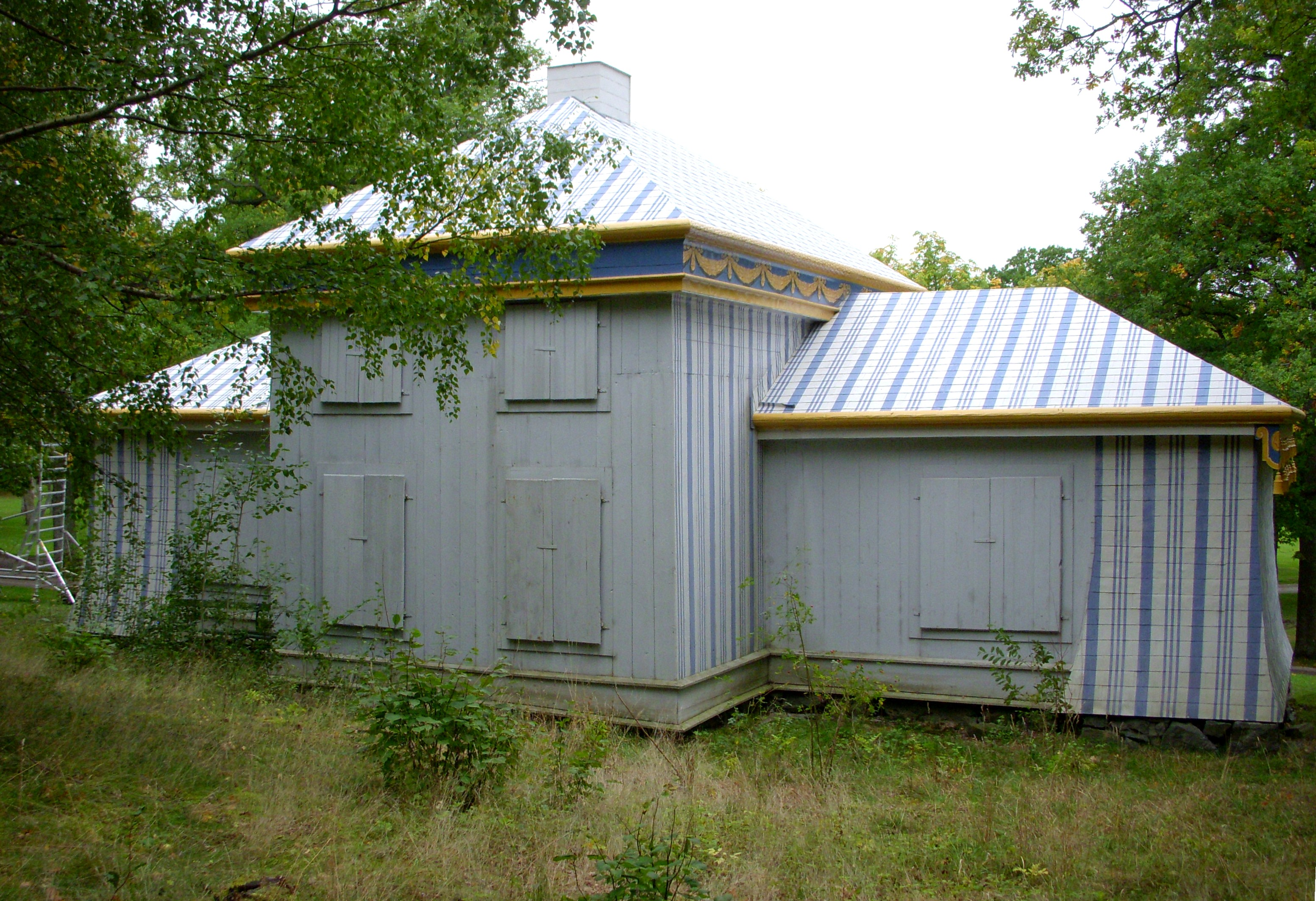
Zadní pohled
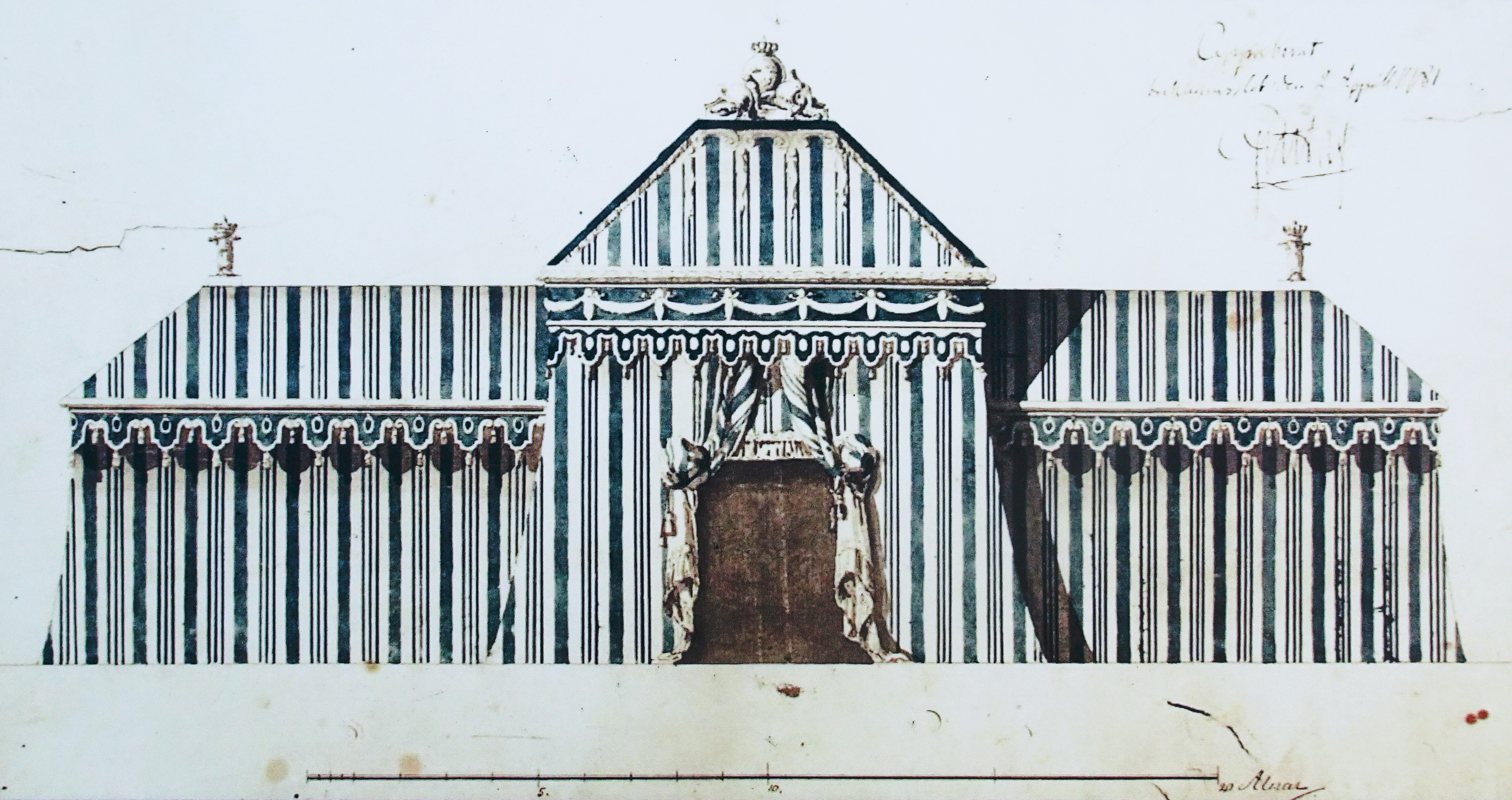
Historický nákres
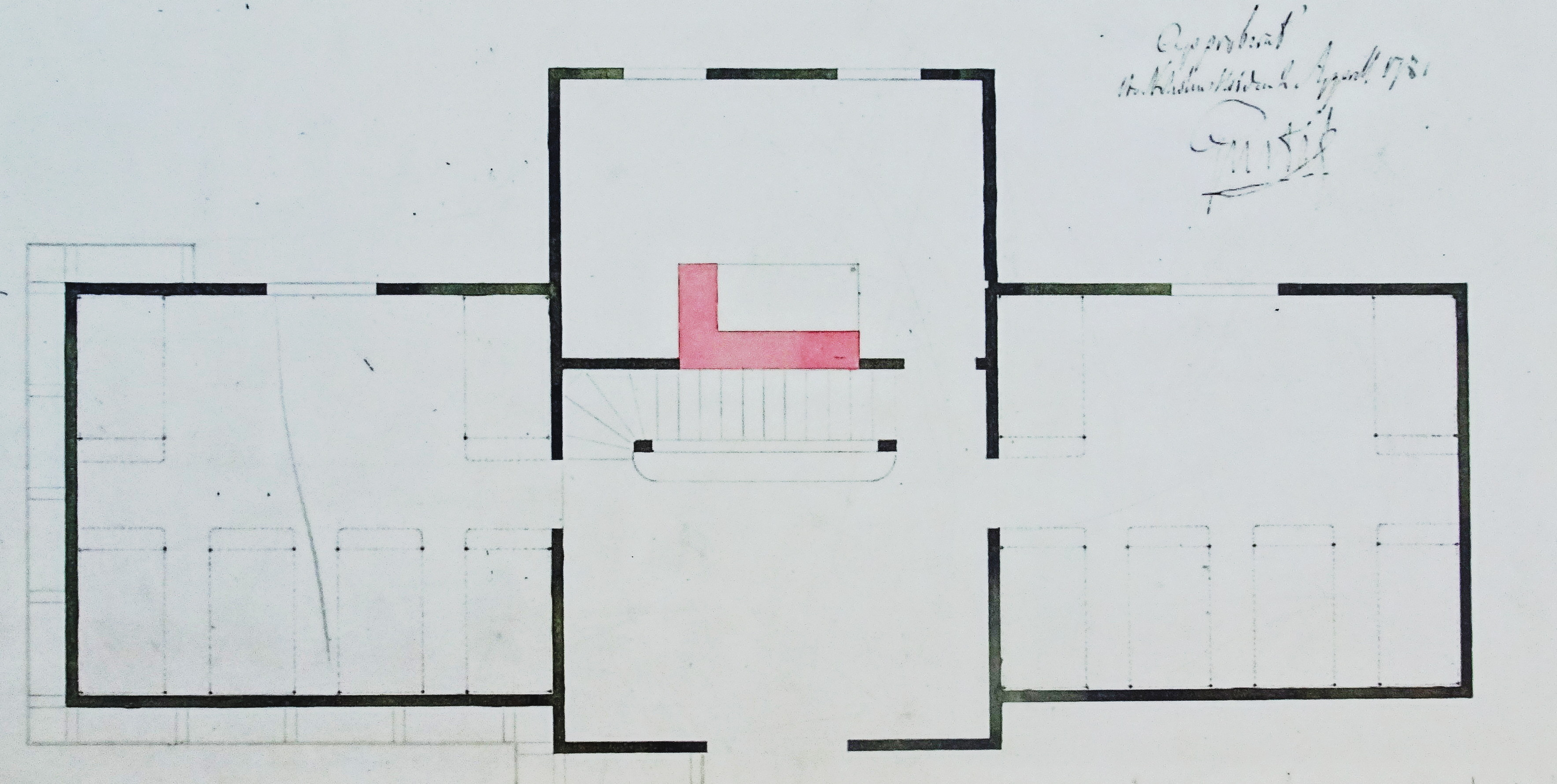
Půdorys
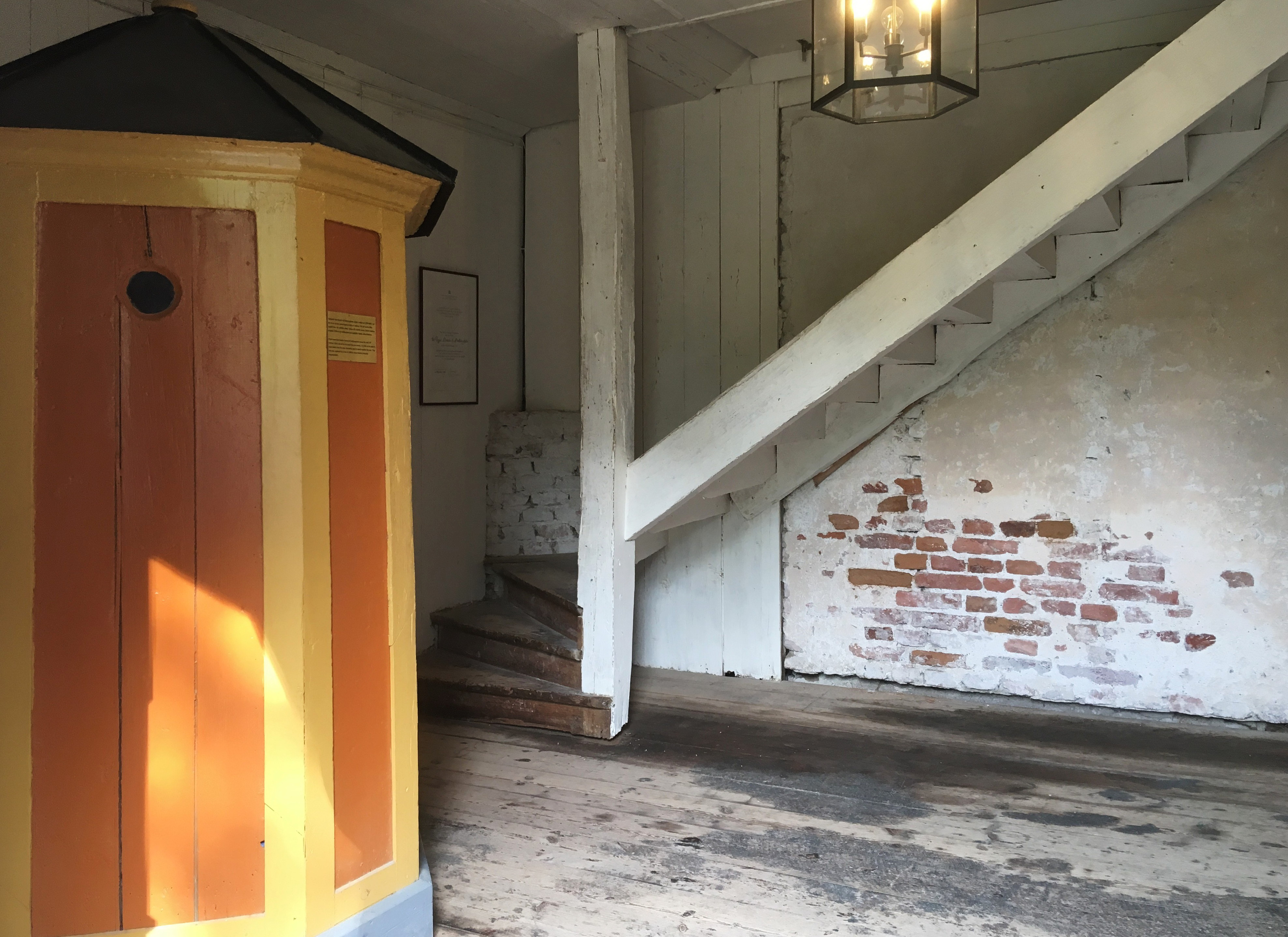
Interiér
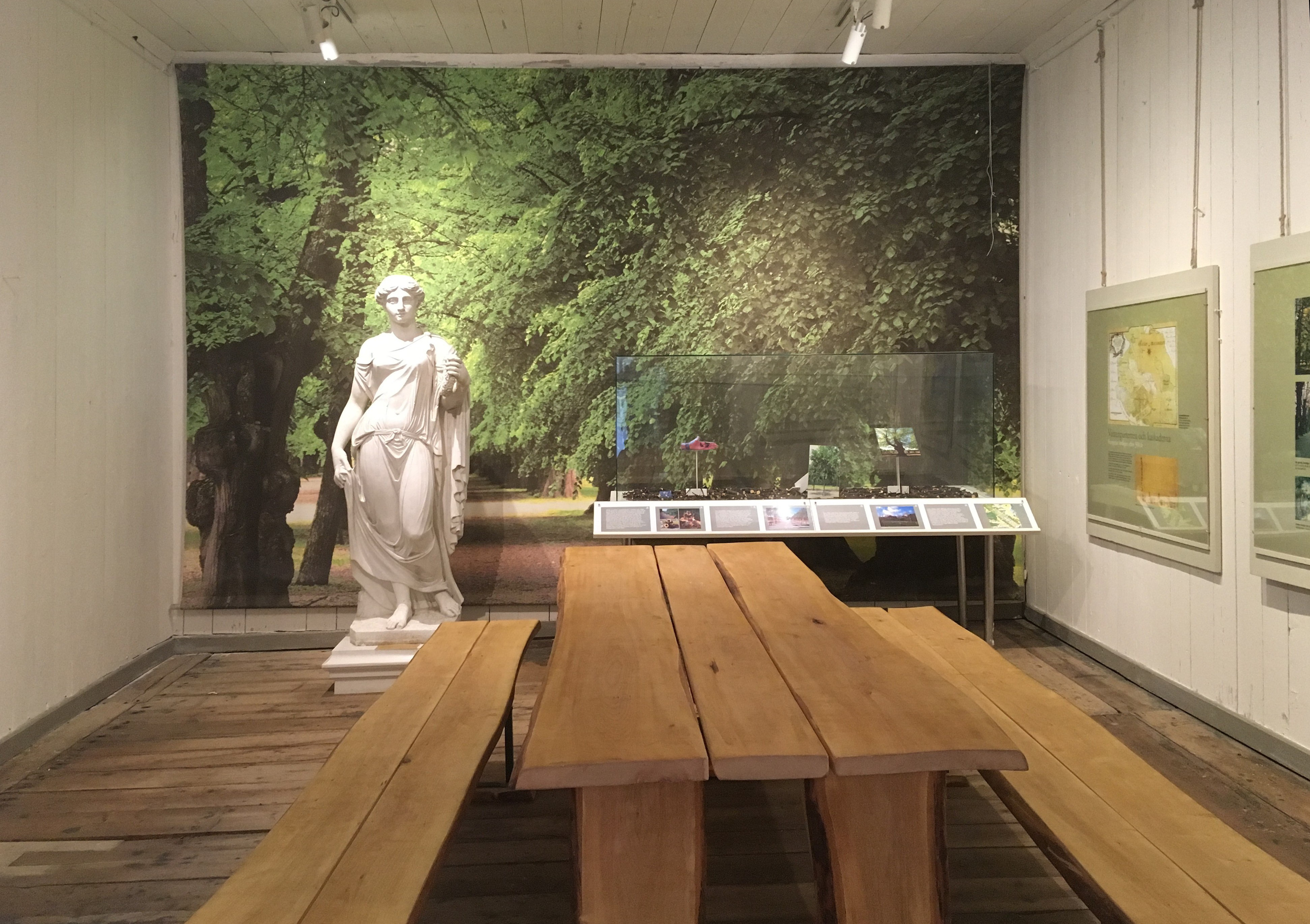
Interiér
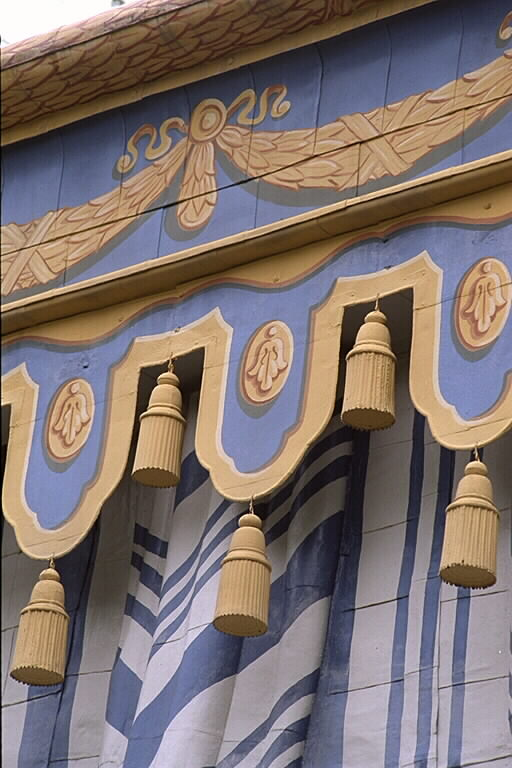
Detail výzdoby exteriéru budovy